# Azerbaïdjan au Concours Eurovision de la chanson
L'Azerbaïdjan participe au Concours Eurovision de la chanson, depuis sa cinquante-troisième édition, en 2008, et l’a remporté à une reprise, en 2011.

## Participation
L'Azerbaïdjan participe donc depuis 2008, sans avoir manqué d'édition. 
Depuis ses débuts, le pays a manqué la qualification à quatre reprises, en 2018, en 2023, en 2024 et en 2025

## Résultats
L'Azerbaïdjan a remporté le concours à une reprise, en 2011, avec la chanson Running Scared, interprétée par Ell & Nikki. La sélection nationale azerbaïdjanaise s'était conclue de façon surprenante. Le jury n'était pas parvenu à trancher entre deux finalistes : Eldar Qasımov et Nigar Camal. Il fut donc décidé de les envoyer tous les deux au concours, sous la forme d'un duo : Ell & Nikki.
Le pays a en outre remporté une demi-finale, en 2013. Il a également terminé à quatre reprises à la deuxième place : en finale, en 2013 ; en demi-finale, en 2009, en 2010 et 2011. Il a terminé à une reprise à la troisième place (en finale en 2009), mais n'a jamais terminé à la dernière place, ni obtenu de nul point.

## Pays hôte
L'Azerbaïdjan a organisé le concours à une reprise, en 2012. 
L’évènement se déroula les mardi 22, jeudi 24 et samedi 26 mai 2012, au Baku Crystal Hall, à Bakou. Construit en neuf mois spécialement pour l'occasion, ce centre polyvalent d'une capacité de 16 000 personnes pour l'évènement, possède une façade extérieure composée de 12 000 diodes électroluminescentes qui se sont illuminées aux couleurs des drapeaux de chaque pays lors de leurs passage respectif. Les présentateurs de la soirée furent Leyla Aliyeva, Eldar Qasımov et Nargiz Birk-Petersen. 

## Faits notables
Durant l’édition 2009 du concours, les relations entre l’Arménie et l’Azerbaïdjan furent particulièrement tendues. Ainsi, après la première demi-finale, la délégation azerbaïdjanaise se plaignit officiellement auprès des organisateurs russes et de l’UER. La carte postale introduisant l’Arménie montrait en effet un monument nommé Nous sommes nos montagnes, représentant les têtes géantes stylisées d’un couple de paysans. Or ce monument était situé au Haut-Karabagh, région sécessionniste d’Azerbaïdjan, peuplée majoritairement d’Arméniens et constituée en république de facto, non reconnue par la communauté internationale. Lors de la finale, la carte postale de l’Arménie fut éditée et l’image controversée, supprimée. Mais la télévision publique arménienne décida de répliquer durant le vote. L’image du monument fut incrustée à l’écran, derrière la porte-parole arménienne, et collée sur le support lui permettant de lire les résultats.
Après la finale, l’Arménie accusa publiquement l’Azerbaïdjan d’avoir empêché les téléspectateurs azerbaïdjanais de voter pour la chanson arménienne, en masquant les numéros téléphoniques nécessaires, et d’avoir ainsi manipulé les résultats en sa défaveur. En outre, elle révéla que plusieurs citoyens azerbaïdjanais avaient été arrêtés et interrogés par la Sûreté Nationale, qui les soupçonnaient d’avoir malgré tout voté pour Inga & Anush. Les autorités azerbaïdjanaises démentirent vivement ces accusations, mais l’UER décida de lancer une enquête. Il fut prouvé finalement que la télévision publique azerbaïdjanaise avait manipulé le vote. L’UER lui infligea une amende, ainsi qu’une menace de sanction : en cas de récidive prouvée, le pays serait exclu de l'Eurovision pour trois ans. 
À la suite de cette controverse, l’UER modifia le règlement du concours, y incluant une interdiction formelle de violer la vie privée des téléspectateurs et une obligation de leur laisser leur entière liberté de vote. En outre, les télédiffuseurs seraient désormais tenus responsables de toutes les actions en rapport avec le concours, entreprises par leur gouvernement. Si ce dernier enfreignait le règlement, les télédiffuseurs se verraient infliger amendes et autres exclusions.
En 2010, la représentante azerbaïdjanaise, Safura, faillit ne jamais participer au concours. Lors du tournage du clip vidéo de sa chanson, elle manqua de se noyer. Une scène devait la montrer, chantant dans une piscine, entourée de voilages flottants. Mais à l’issue d’une prise, en tentant de remonter à la surface, Safura s’emmêla dans les voilages. Elle fut secourue in extremis par son équipe.

## Représentants
| Année | Artiste(s)                  | Chanson             | Langue(s)      | Traduction française   | Finale                                                 | Finale                                                 | Demi-finale                                            | Demi-finale                                            |
| Année | Artiste(s)                  | Chanson             | Langue(s)      | Traduction française   | Place                                                  | Points                                                 | Place                                                  | Points                                                 |
| ----- | --------------------------- | ------------------- | -------------- | ---------------------- | ------------------------------------------------------ | ------------------------------------------------------ | ------------------------------------------------------ | ------------------------------------------------------ |
| 2008  | Elnur & Samir               | Day After Day       | Anglais        | Jour après jour        | 08                                                     | 132                                                    | 06                                                     | 96                                                     |
| 2009  | AySel & Arash               | Always              | Anglais        | Toujours               | 03                                                     | 207                                                    | 02                                                     | 180                                                    |
| 2010  | Safura                      | Drip Drop           | Anglais        | Plic ploc              | 05                                                     | 145                                                    | 02                                                     | 113                                                    |
| 2011  | Ell & Nikki                 | Running Scared      | Anglais        | Courir effrayé         | 01                                                     | 221                                                    | 02                                                     | 122                                                    |
| 2012  | Sabina Babayeva             | When the Music Dies | Anglais        | Quand la musique meurt | 04                                                     | 150                                                    |                                                        |                                                        |
| 2013  | Farid Mammadov              | Hold Me             | Anglais        | Serre-moi              | 02                                                     | 234                                                    | 01                                                     | 139                                                    |
| 2014  | Dilara Kazimova             | Start a Fire        | Anglais        | Lancer un feu          | 22                                                     | 33                                                     | 09                                                     | 57                                                     |
| 2015  | Elnur Hüseynov              | Hour of the Wolf    | Anglais        | L'heure du loup        | 12                                                     | 49                                                     | 10                                                     | 53                                                     |
| 2016  | Səmra Rəhimli               | Miracle             | Anglais        | -                      | 17                                                     | 117                                                    | 06                                                     | 185                                                    |
| 2017  | Dihaj                       | Skeletons           | Anglais        | Squelettes             | 14                                                     | 120                                                    | 08                                                     | 150                                                    |
| 2018  | Aisel                       | X My Heart          | Anglais        | Croise mon cœur        |                                                        |                                                        | 11                                                     | 94                                                     |
| 2019  | Chingiz                     | Truth               | Anglais        | Vérité                 | 08                                                     | 302                                                    | 05                                                     | 224                                                    |
| 2020  | Efendi                      | Cleopatra           | Anglais        | Cléopâtre              | Concours annulé à la suite de la pandémie de COVID-19. | Concours annulé à la suite de la pandémie de COVID-19. | Concours annulé à la suite de la pandémie de COVID-19. | Concours annulé à la suite de la pandémie de COVID-19. |
| 2021  | Efendi                      | Mata Hari           | Anglais        | -                      | 20                                                     | 65                                                     | 08                                                     | 138                                                    |
| 2022  | Nadir Rüstəmli              | Fade To Black       | Anglais        | Fondre en noir         | 16                                                     | 106                                                    | 10                                                     | 96                                                     |
| 2023  | TuralTuranX                 | Tell Me More        | Anglais        | Dis m'en plus          |                                                        |                                                        | 14                                                     | 04                                                     |
| 2024  | FAHREE feat. Ilkin Dovlatov | Özünlə Apar         | Anglais, azéri | Prends-le avec toi     |                                                        |                                                        | 14                                                     | 11                                                     |
| 2025  | Mamagama                    | Run With U          | Anglais        | Courir avec toi        |                                                        |                                                        | 15                                                     | 07                                                     |

- Première place
- Deuxième place
- Troisième place
- Dernière place

 Qualification automatique en finale
 Élimination en demi-finale

## Galerie

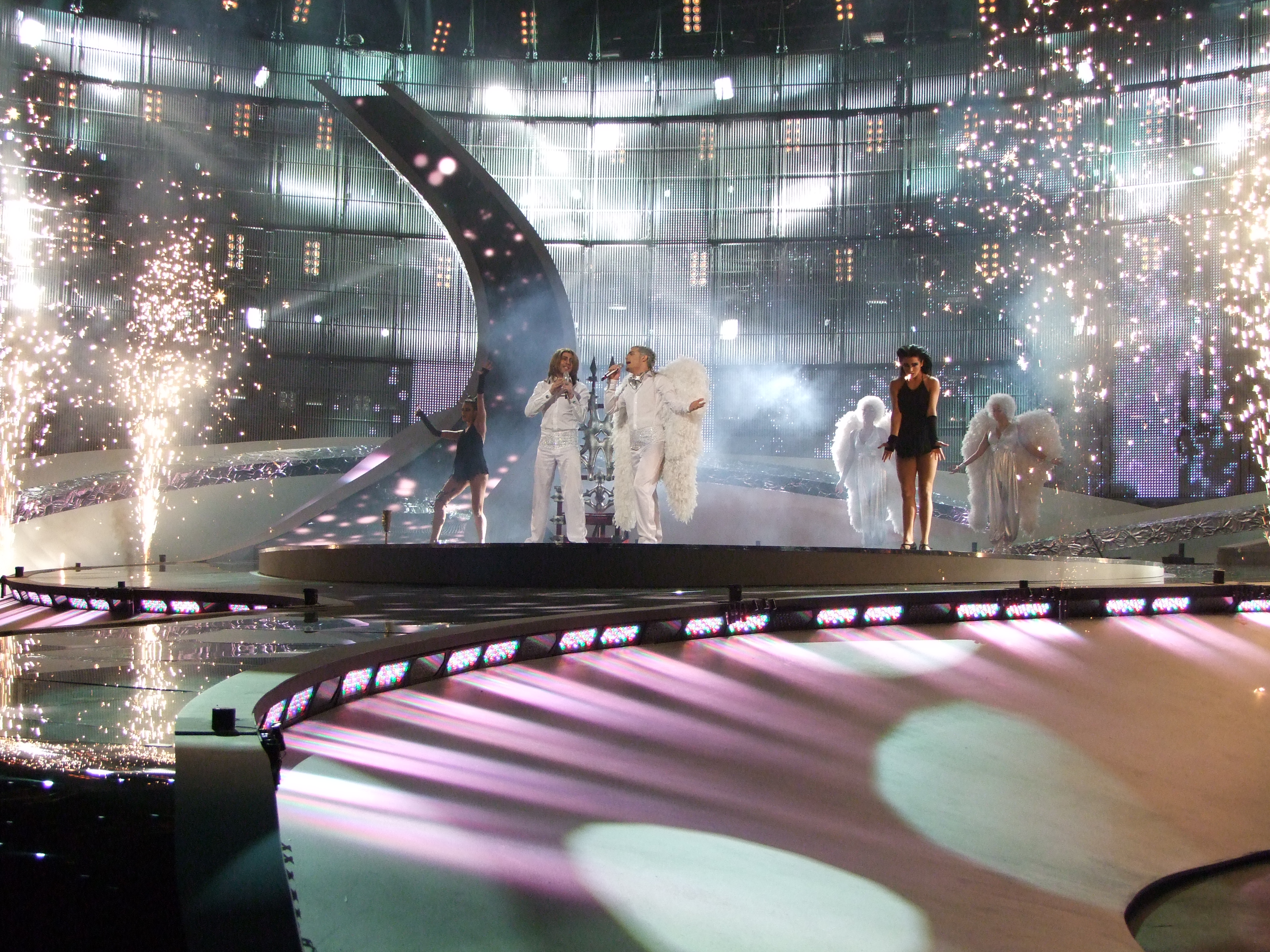
Elnur Hüseynov & Samir Javadzadeh à Belgrade (2008).
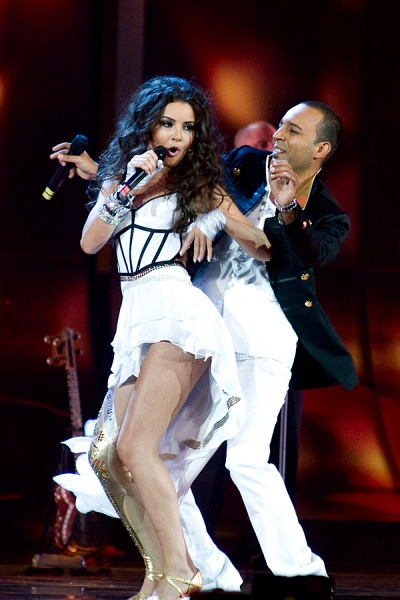
Aysel Teymurzade & Arash à Moscou (2009)
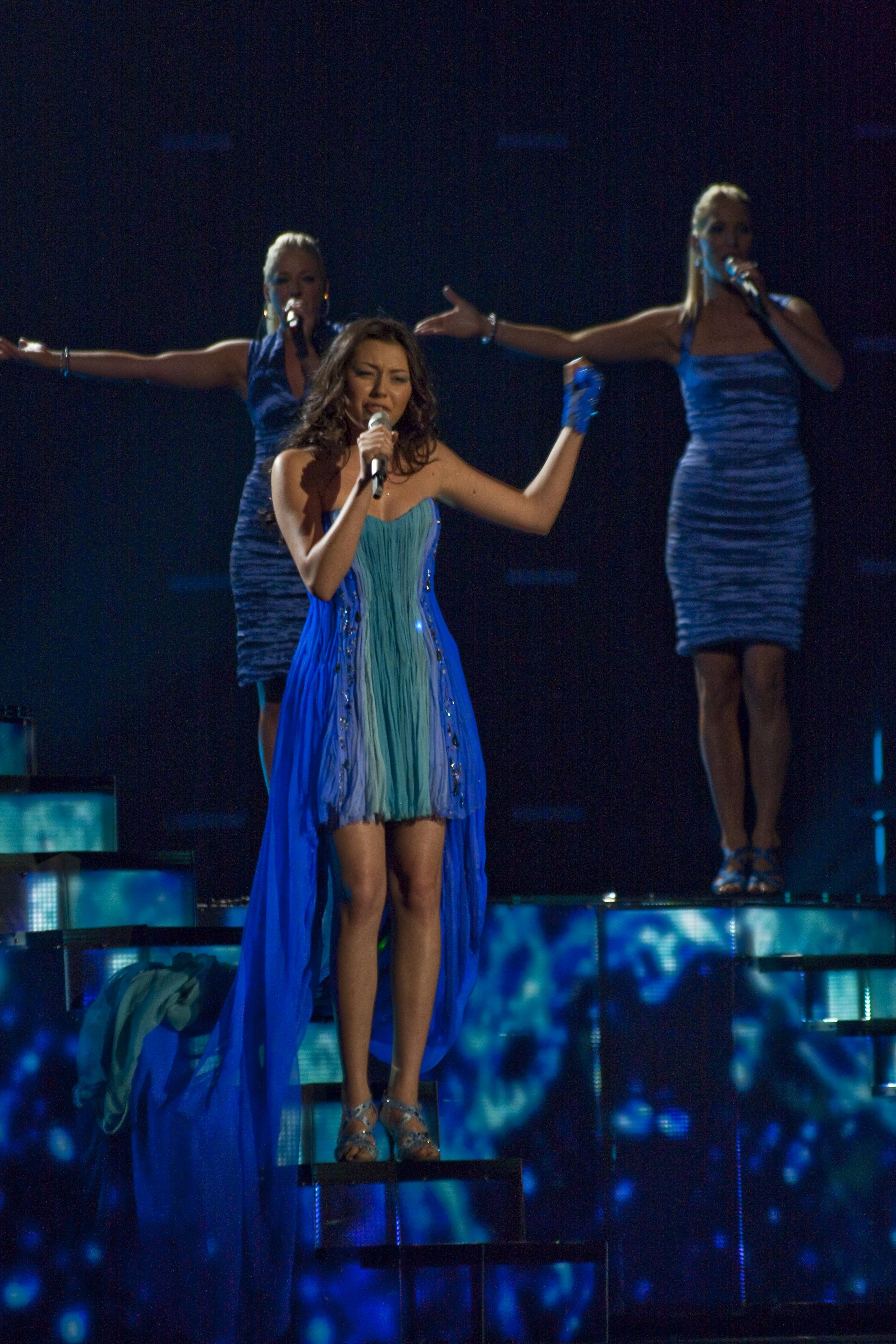
Safura Alizadeh à Oslo (2010)
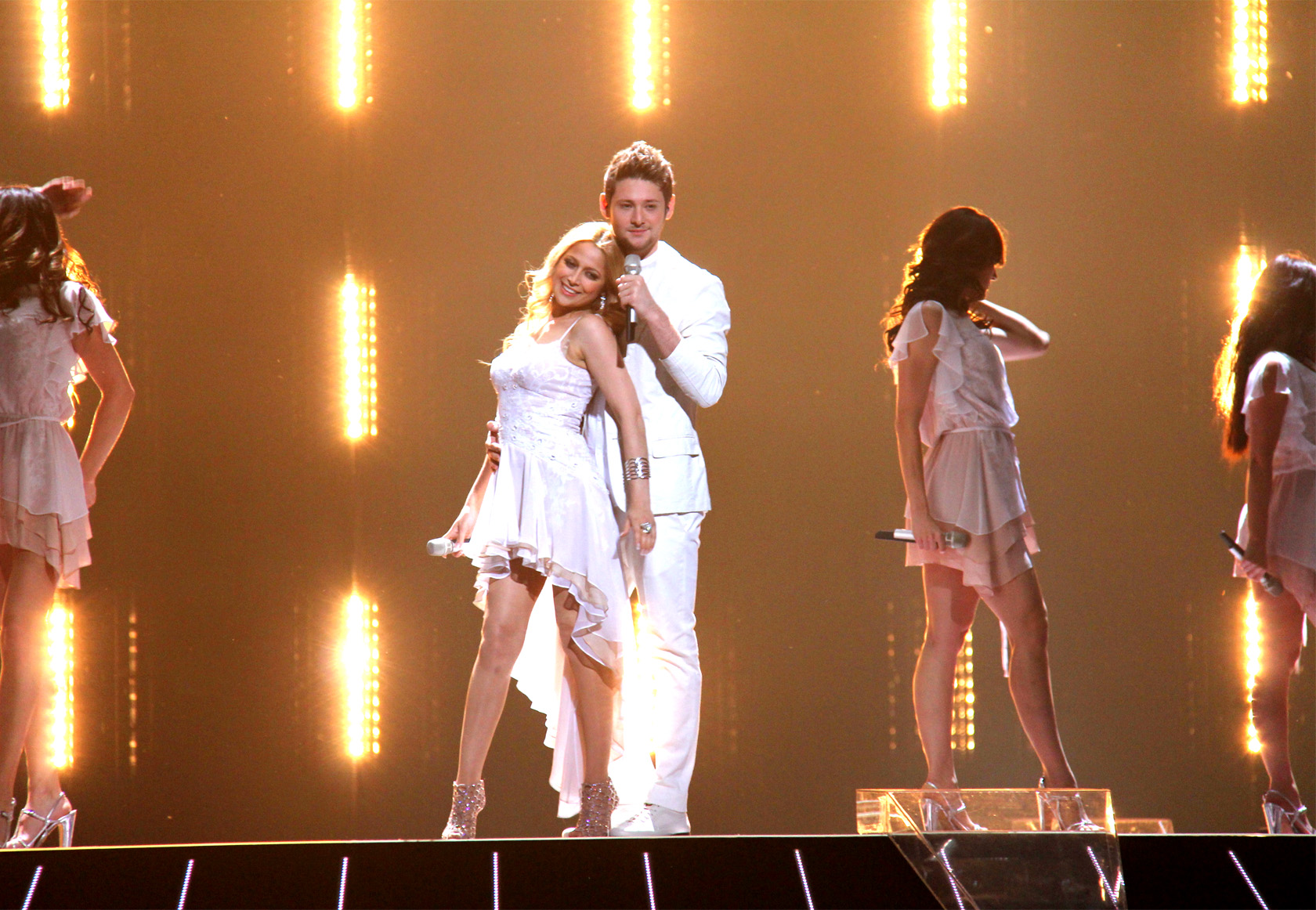
Ell & Nikki à Düsseldorf (2011).
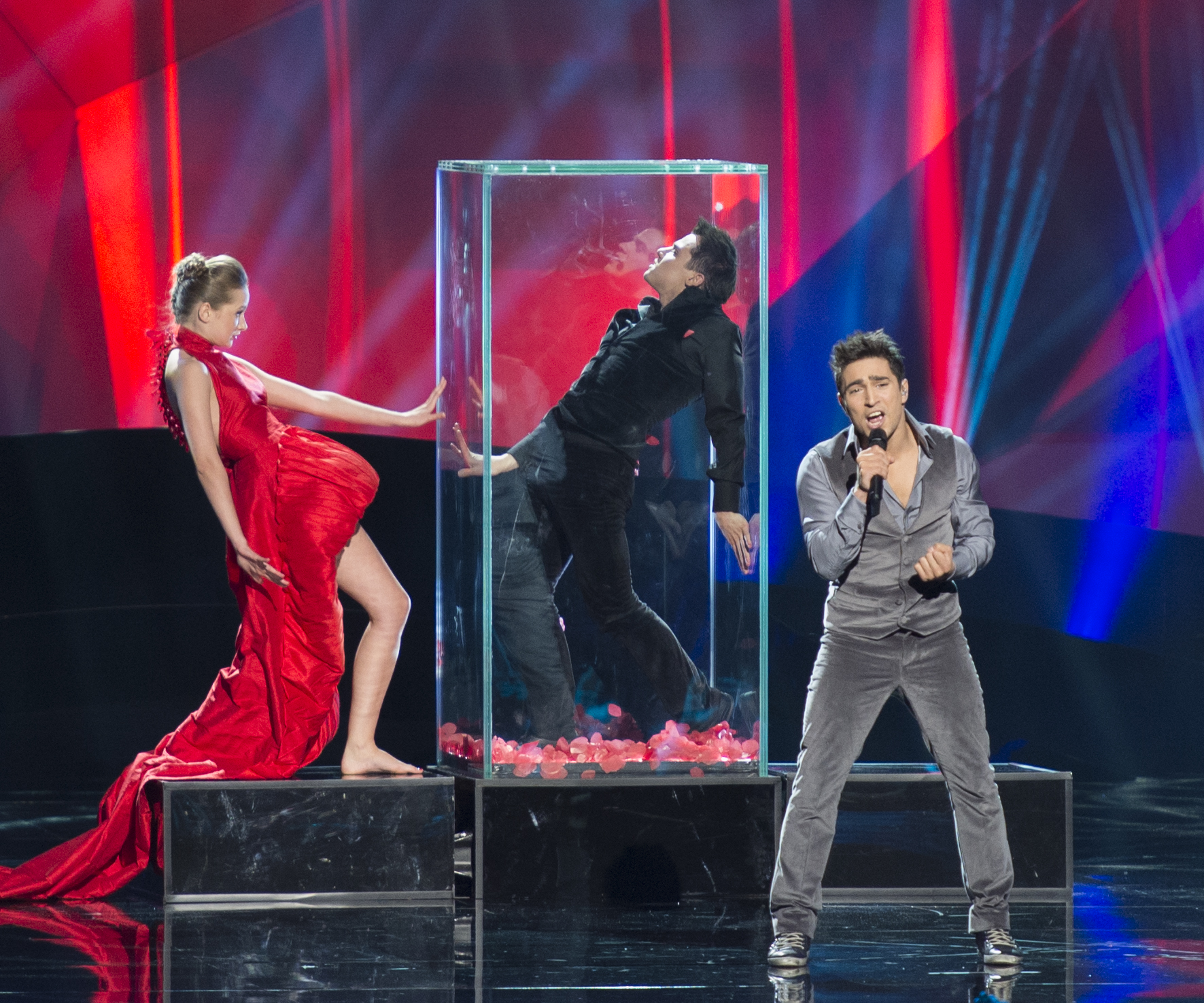
Farid Mammadov à Malmö (2013)
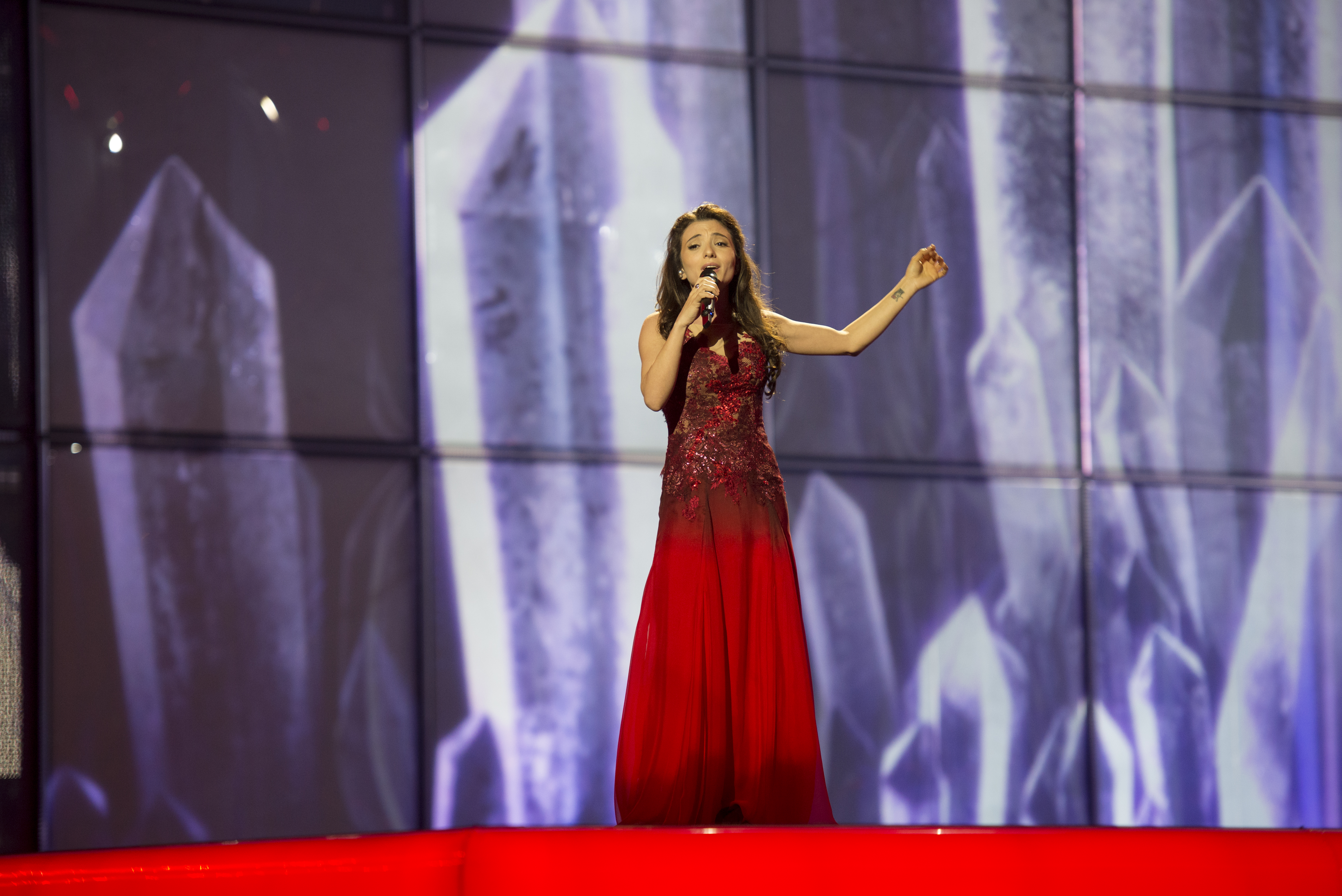
Dilara Kazimova à Copenhague (2014)
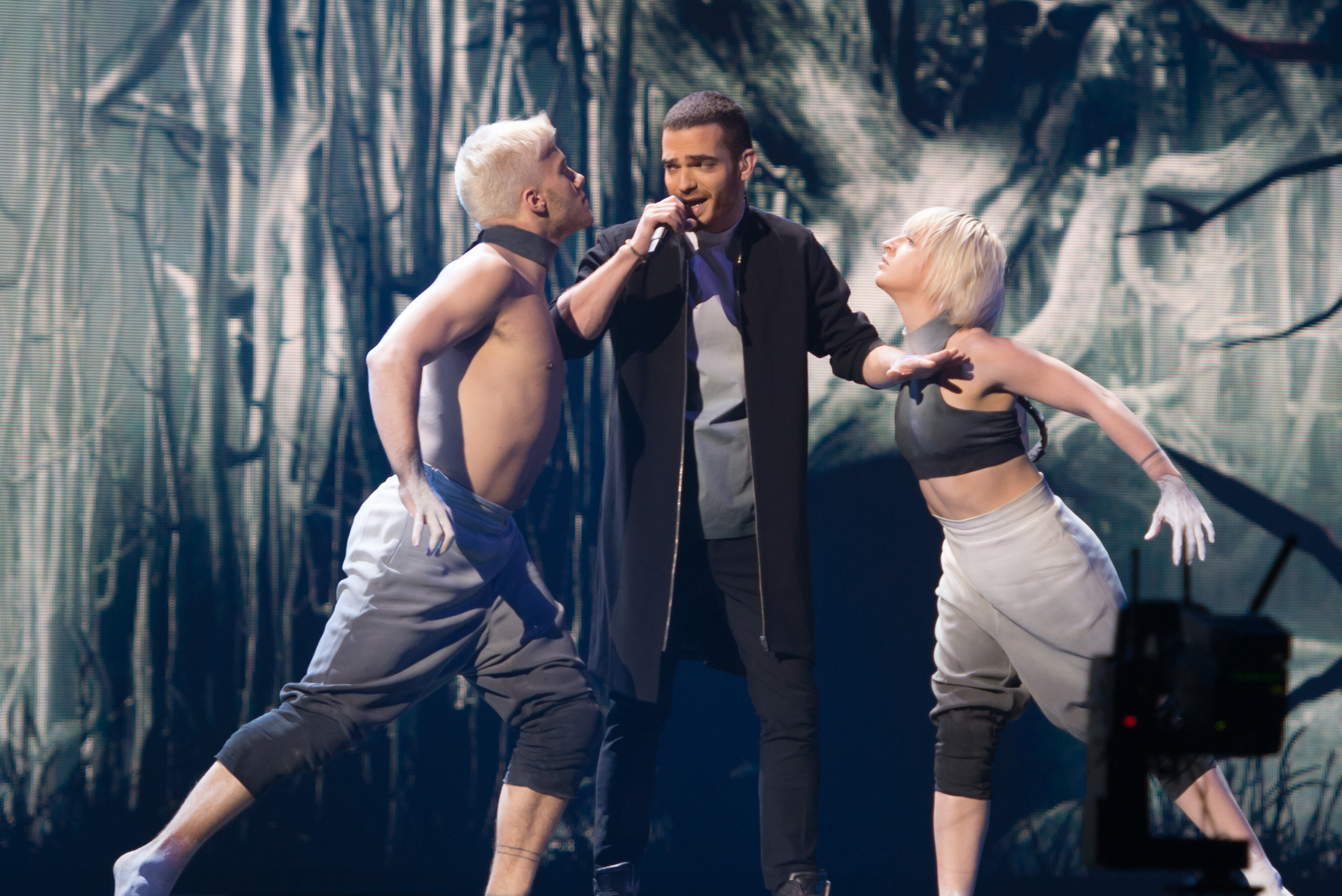
Elnur Hüseynov à Vienne (2015)
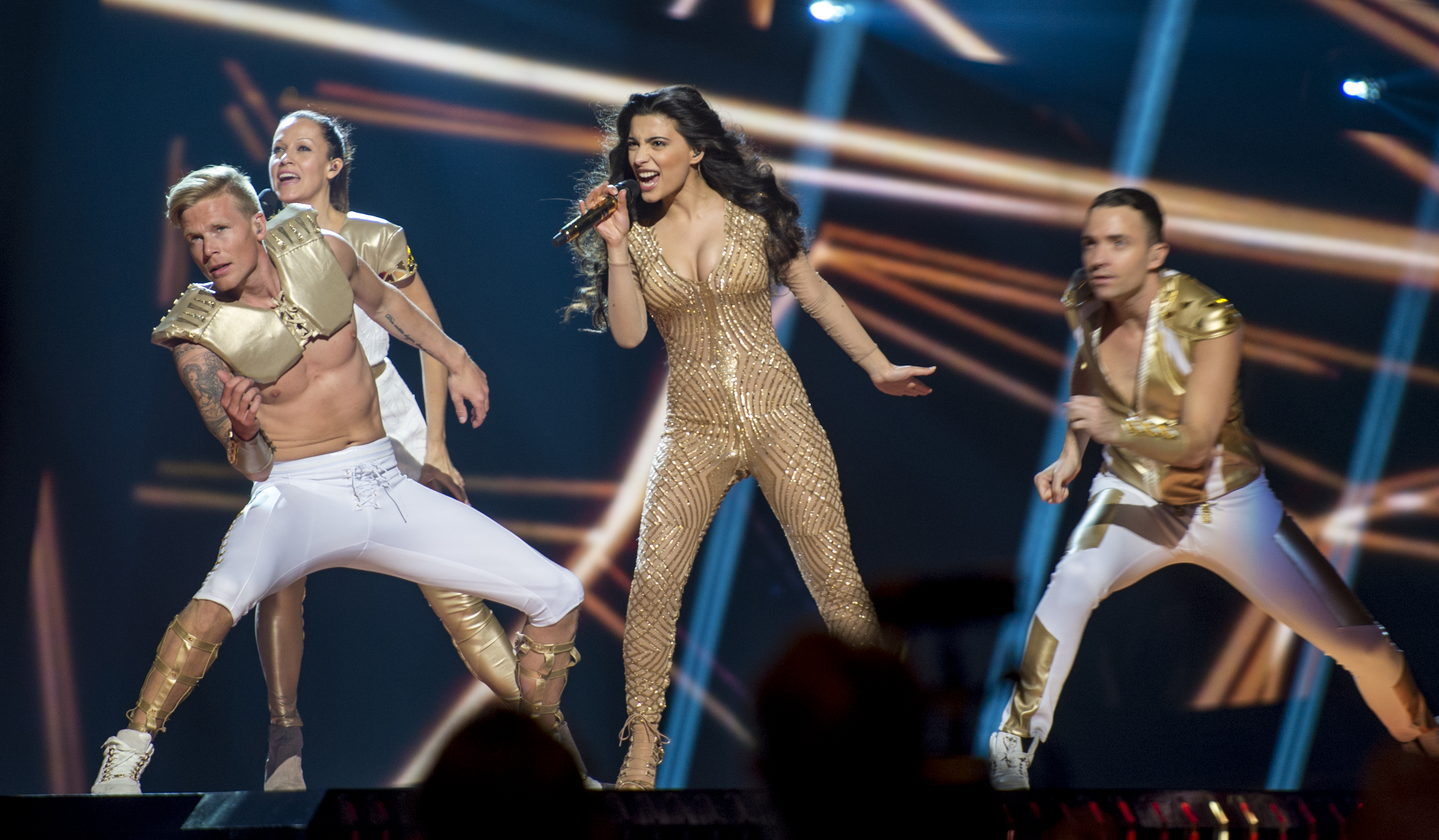
Səmra Rəhimli à Stockholm (2016)
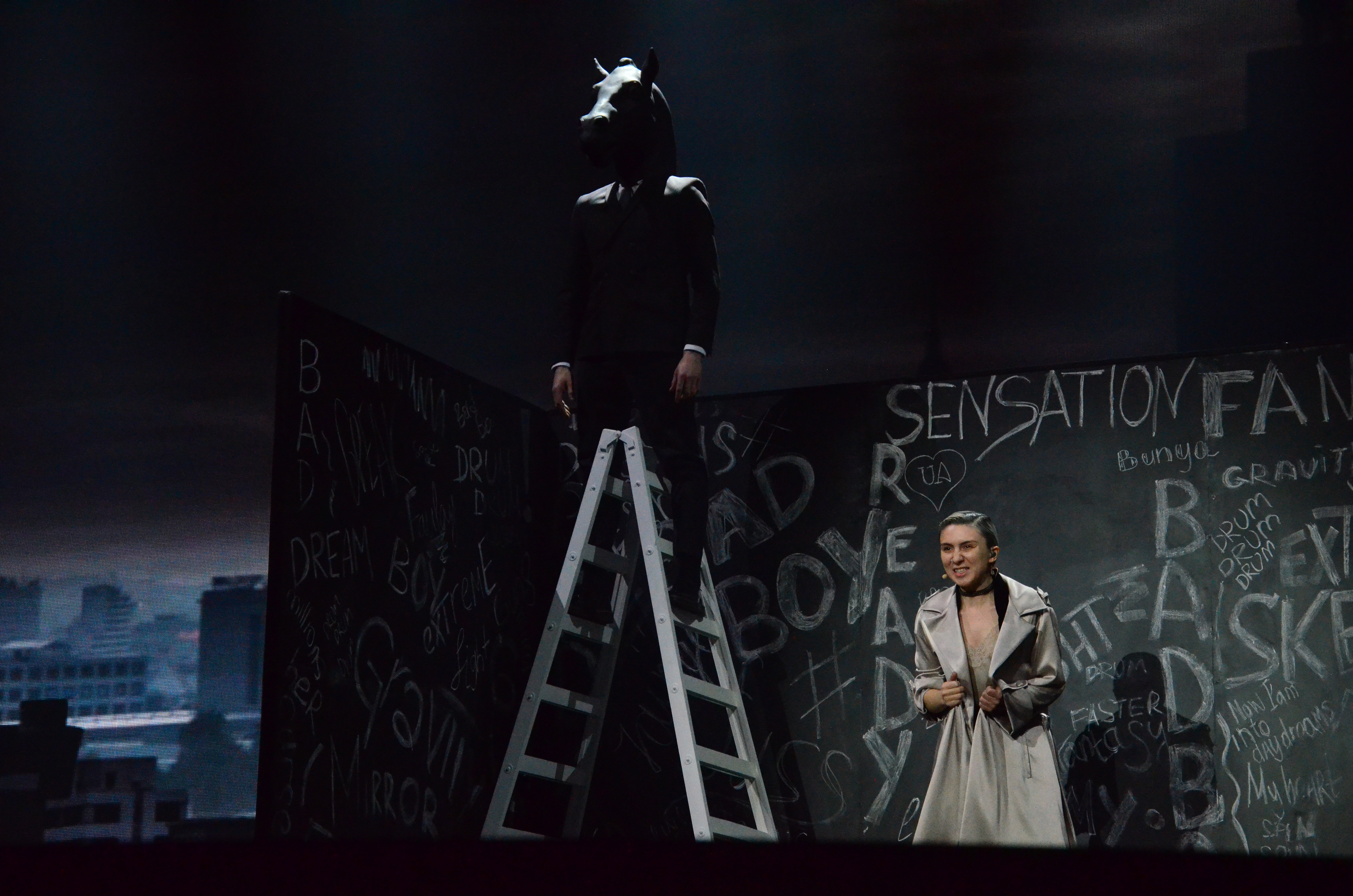
Dihaj à Kiev (2017)
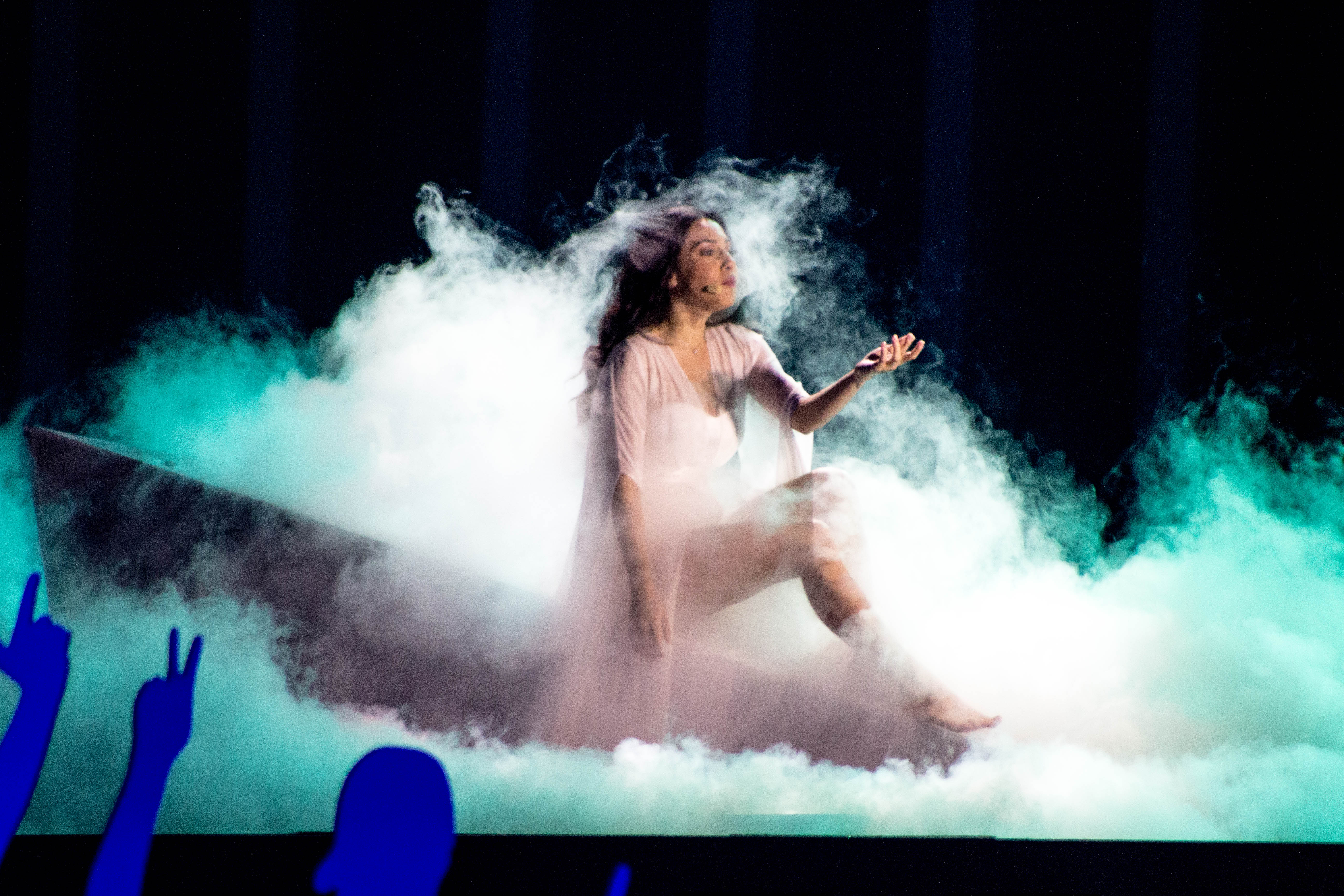
Aisel à Lisbonne (2018)
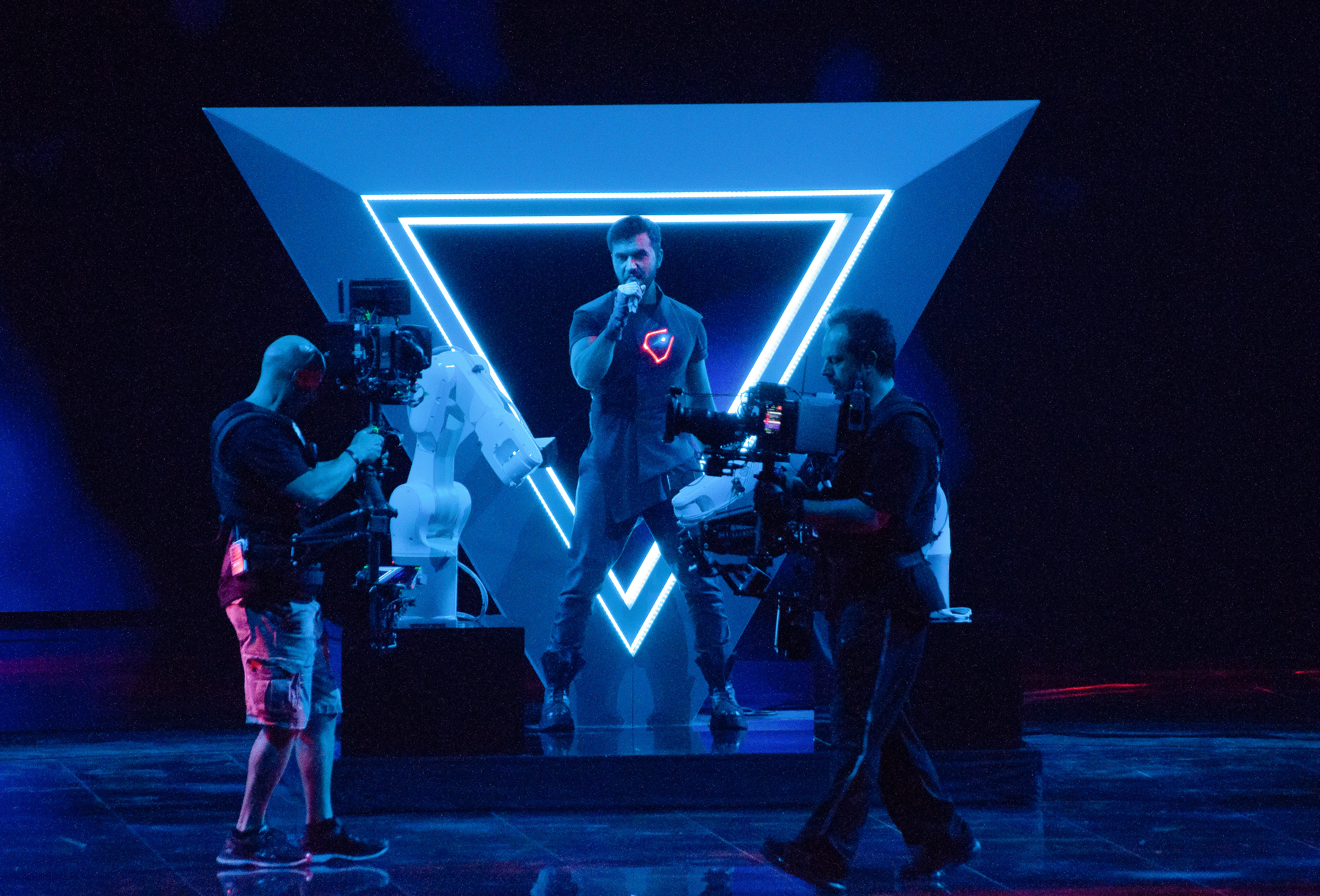
Chingiz à Tel Aviv (2019)
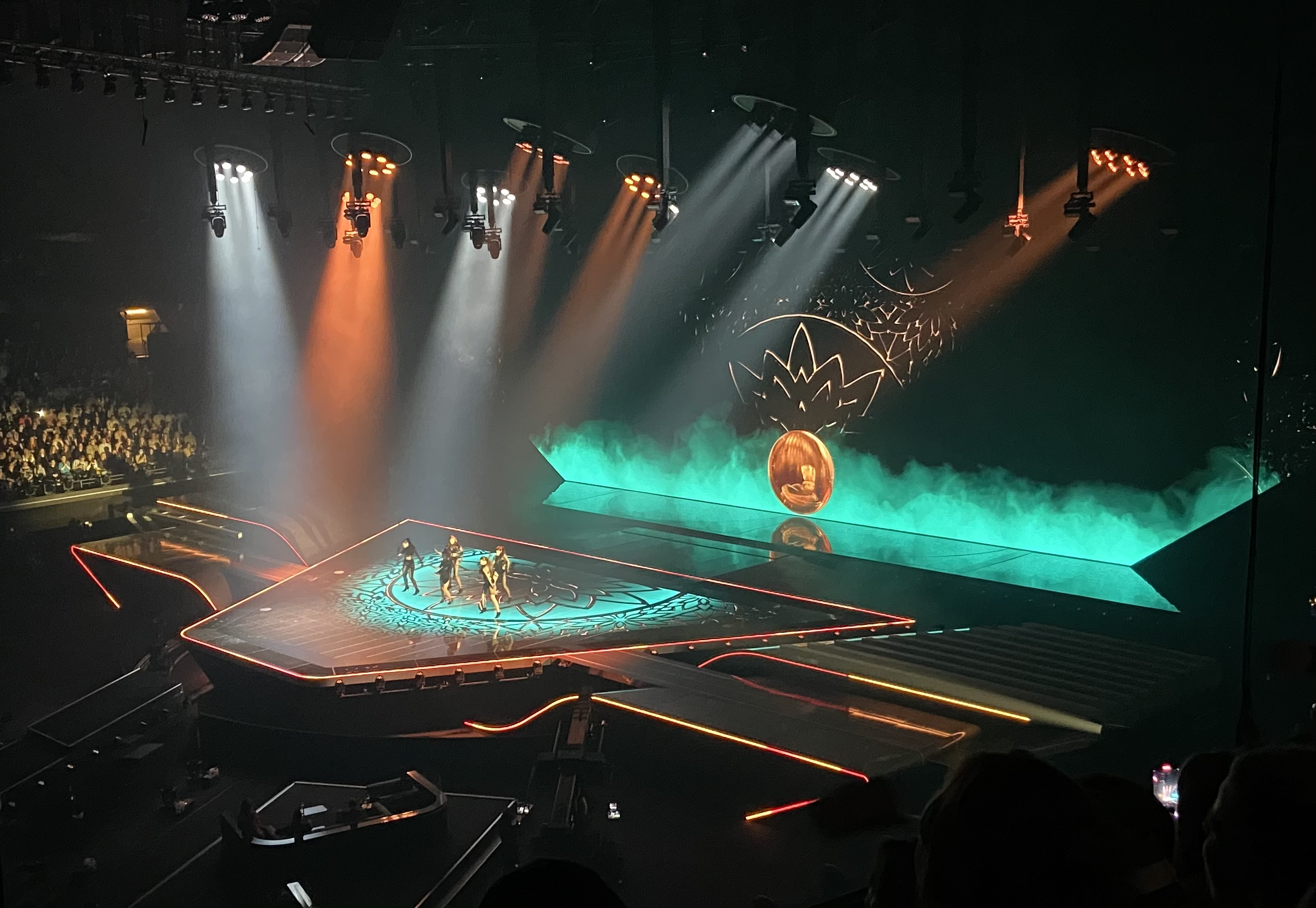
Efendi à Rotterdam (2021)
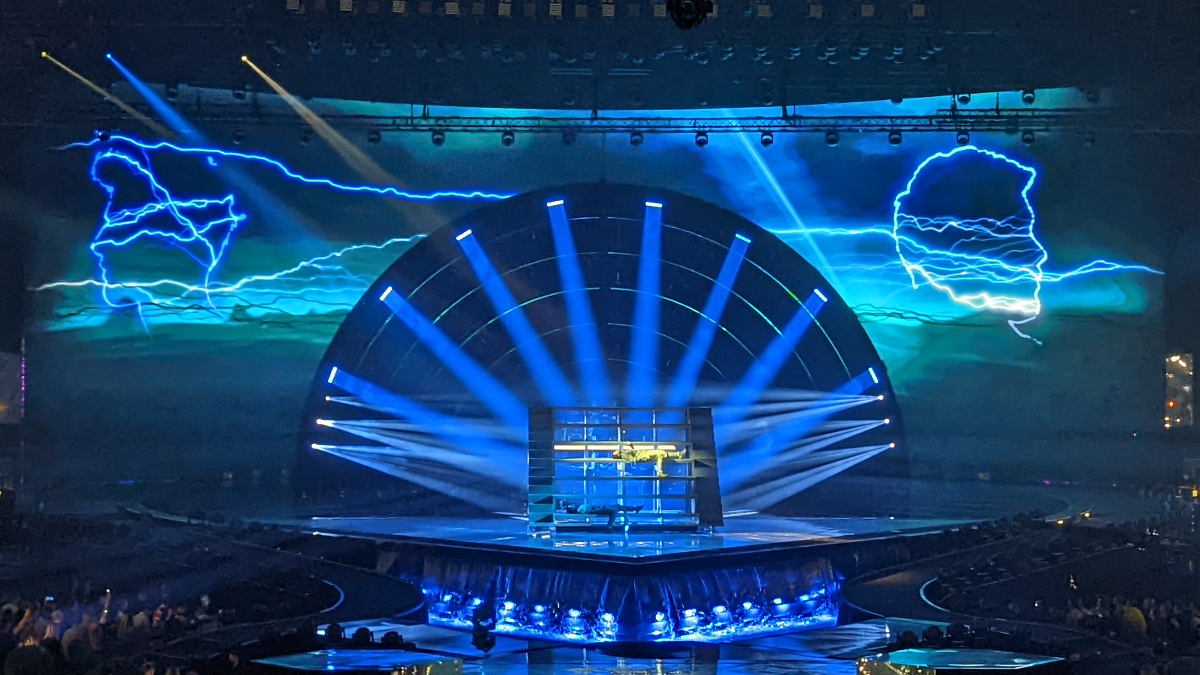
Nadir Rüstəmli à Turin (2022)
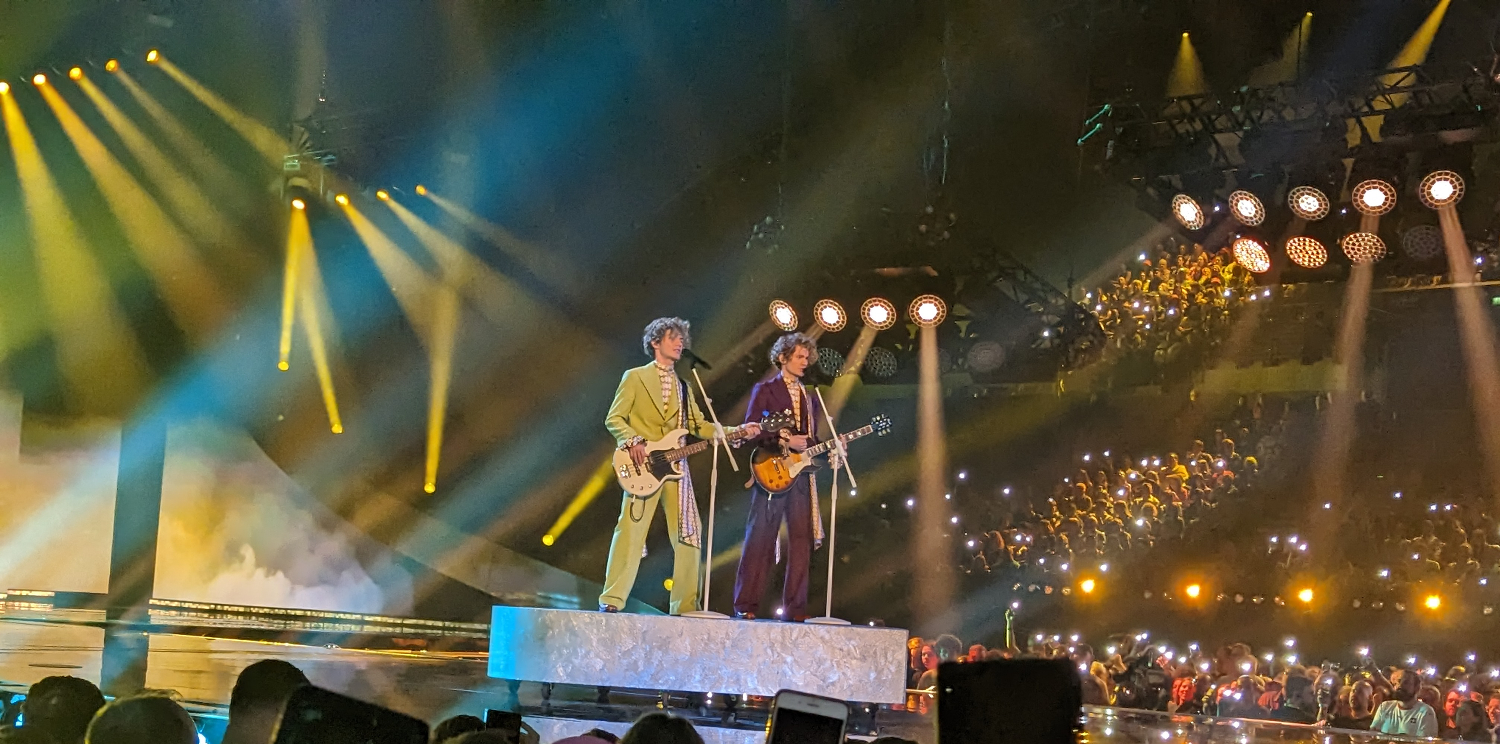
TuralTuranX à Liverpool (2023)
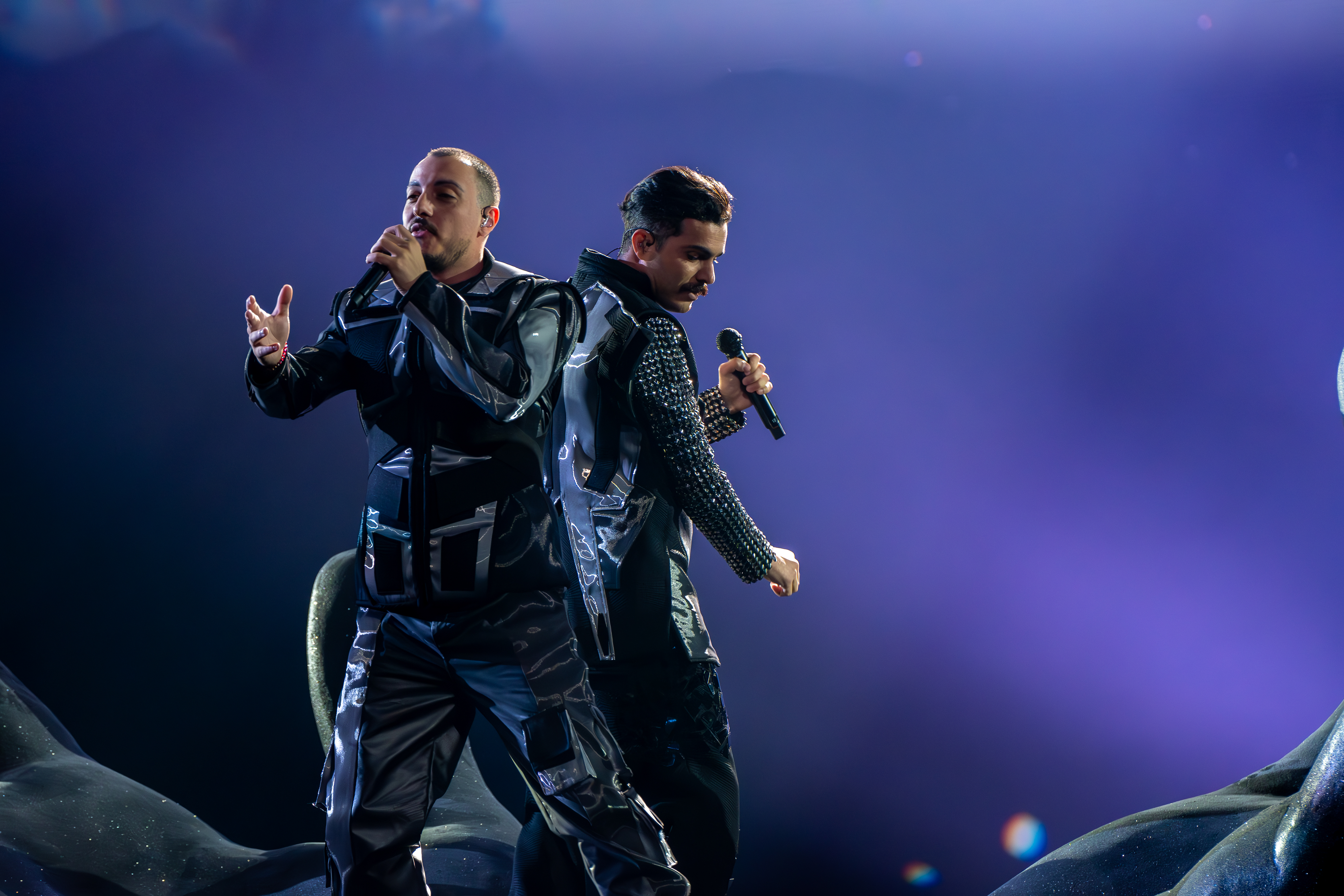
Fahree feat. İlkin Dövlətov à Malmö (2024)
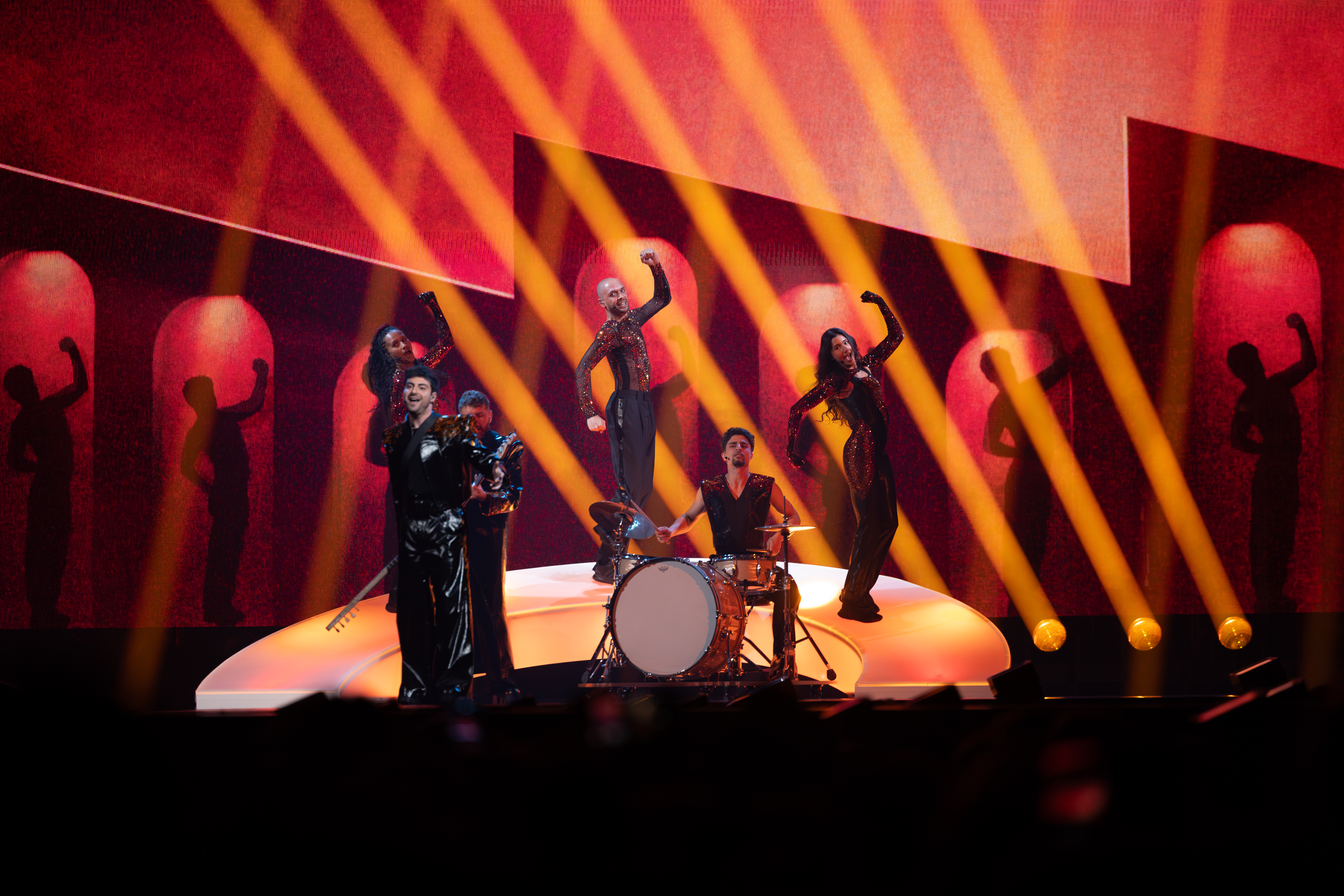
Mamagama à Bâle (2025)

## Commentateurs et porte-paroles
| Année | Commentateur(s)                                      | Porte-parole                                         |
| ----- | ---------------------------------------------------- | ---------------------------------------------------- |
| 2008  | Husniyya Maharramova & Isa Melikov                   | Leyla Aliyeva                                        |
| 2009  | Leyla Aliyeva & Isa Melikov                          | Husniyya Maharramova                                 |
| 2010  | Husniyya Maharramova                                 | Tamilla Shirinova                                    |
| 2011  | Leyla Aliyeva                                        | Safura Alizadeh                                      |
| 2012  | Konul Arifgizi & Saleh Bagirov                       | Safura Alizadeh                                      |
| 2013  | Konul Arifgizi                                       | Tamilla Shirinova                                    |
| 2014  | Konul Arifgizi                                       | Sabina Babayeva                                      |
| 2015  | Kamran Guliyev                                       | Tural Asadov                                         |
| 2016  | Azer Suleymanli                                      | Tural Asadov                                         |
| 2017  | Azer Suleymanli                                      | Tural Asadov                                         |
| 2018  | Azer Suleymanli                                      | Tural Asadov                                         |
| 2019  | Murad Arif                                           | Faig Aghayev                                         |
| 2020  | Concours annulé en raison de la pandémie de COVID-19 | Concours annulé en raison de la pandémie de COVID-19 |
| 2021  | Murad Arif et Husniyya Maharramova                   | Ell et Nikki                                         |
| 2022  | Murad Arif                                           | None                                                 |
| 2023  | Azer Suleymanli                                      | Narmin Salmanova                                     |

## Historique de vote
Depuis 2008, l'Azerbaïdjan a attribué en finale le plus de points à :
| Rang | Pays     | Points |
| ---- | -------- | ------ |
| 1    | Ukraine  | 170    |
| 2    | Russie   | 121    |
| 3    | Israël   | 113    |
| 4    | Italie   | 85     |
| 5    | Suède    | 66     |
| 6    | Moldavie | 61     |
| 7    | Géorgie  | 55     |
| 7    | Grèce    | 55     |
| 9    | Malte    | 54     |
| 10   | Turquie  | 48     |

Depuis 2008, l'Azerbaïdjan a reçu en finale le plus de points de la part de :
| Rang | Pays        | Points |
| ---- | ----------- | ------ |
| 1    | Russie      | 124    |
| 2    | Géorgie     | 119    |
| 3    | Moldavie    | 103    |
| 4    | Ukraine     | 99     |
| 5    | Malte       | 75     |
| 6    | Biélorussie | 71     |
| 7    | Grèce       | 67     |
| 8    | Chypre      | 61     |
| 8    | Lituanie    | 61     |
| 10   | Tchéquie    | 60     |
| 10   | Turquie     | 60     |

### 12 Points
Légende
 Vainqueur - L'Azerbaïdjan a donné 12 points à la chanson victorieuse / L'Azerbaïdjan a reçu 12 points et a gagné le concours
 2e place - L'Azerbaïdjan a donné 12 points à la chanson arrivée à la seconde place / L'Azerbaïdjan a reçu 12 points et est arrivée deuxième
 3e place - L'Azerbaïdjan a donné 12 points à la chanson arrivée à la troisième place / L'Azerbaïdjan a reçu 12 points et est arrivée troisième
 Qualifiée - L'Azerbaïdjan a donné 12 points à une chanson parvenue à se qualifier pour la finale / L'Azerbaïdjan a reçu 12 points et s'est qualifiée pour la finale
 Non-qualifiée - L'Azerbaïdjan a donné 12 points à une chanson éliminée durant les demi-finales / L'Azerbaïdjan a reçu 12 points mais n'est pas parvenue à se qualifier pour la finale
| Année         | Attribués   | Attribués   | Reçus                                                                           | Reçus                                                |
| Année         | Finale      | Demi-Finale | Finale                                                                          | Demi-Finale                                          |
| 2008          | Turquie     | Grèce       | Hongrie Turquie                                                                 | Aucun                                                |
| 2009          | Turquie     | Norvège     | Turquie                                                                         | Hongrie Moldavie Pologne Russie Slovaquie Ukraine    |
| 2010          | Turquie     | Turquie     | Bulgarie Malte Turquie Ukraine                                                  | Géorgie Turquie Ukraine                              |
| 2011          | Ukraine     | Turquie     | Malte Russie Turquie                                                            | Géorgie Turquie                                      |
| 2012          | Turquie     | Albanie     | Lituanie Malte Turquie Ukraine                                                  | Qualifiée d'office                                   |
| 2013          | Ukraine     | Malte       | Autriche Bulgarie Géorgie Grèce Hongrie Israël Lituanie Malte Monténégro Russie | Bulgarie Géorgie Grèce Hongrie Israël Malte Roumanie |
| 2014          | Russie      | Ukraine     | Saint-Marin                                                                     | Aucun                                                |
| 2015          | Russie      | Slovénie    | Tchéquie                                                                        | Aucun                                                |
| 2016 Jury     | Russie      | Russie      | Aucun                                                                           | Aucun                                                |
| 2016 Télévote | Russie      | Russie      | Aucun                                                                           | Hongrie Moldavie                                     |
| 2017 Jury     | Biélorussie | Portugal    | Italie Portugal                                                                 | Italie                                               |
| 2017 Télévote | Bulgarie    | Géorgie     | Géorgie                                                                         | Géorgie Moldavie Tchéquie                            |
| 2018 Jury     | Albanie     | Biélorussie | Non qualifiée                                                                   | Grèce                                                |
| 2018 Télévote | Israël      | Biélorussie | Non qualifiée                                                                   | Aucun                                                |
| 2019 Jury     | Russie      | Russie      | Russie                                                                          | Aucun                                                |
| 2019 Télévote | Russie      | Russie      | Russie                                                                          | Russie                                               |
| 2021 Jury     | Russie      | Russie      | Aucun                                                                           | Aucun                                                |
| 2021 Télévote | Israël      | Israël      | Aucun                                                                           | Aucun                                                |
| 2022 Jury     | Royaume-Uni | Suède       | Espagne Grèce Serbie                                                            | Espagne                                              |
| 2022 Télévote | Ukraine     | Chypre      | Aucun                                                                           | Aucun                                                |
| 2023 Jury     | Israël      | Pas de jury | Non qualifiée                                                                   | Pas de jury                                          |
| 2023 Télévote | Israël      | Israël      | Non qualifiée                                                                   | Aucun                                                |
| 2024 Jury     | Suisse      | Pas de jury | Non qualifiée                                                                   | Pas de jury                                          |
| 2024 Télévote | Croatie     | Chypre      | Non qualifiée                                                                   | Aucun                                                |
| 2025 Jury     | Israël      | Pas de jury | Non qualifiée                                                                   | Pas de jury                                          |
| 2025 Télévote | Israël      | Chypre      | Non qualifiée                                                                   | Aucun                                                |